# Ви (река)
Ви — река в России, протекает в Сысольском районе Республики Коми.
Течёт на север по лесистой, болотистой местности. Крупнейший приток — Рытыввож (правый). Населённых пунктов на берегах не имеет. Устье реки находится в 6 км по левому берегу реки Нилеч. Длина реки составляет 15 км.

## Данные водного реестра
По данным государственного водного реестра России относится к Двинско-Печорскому бассейновому округу, водохозяйственный участок реки — Вычегда от истока до города Сыктывкар, речной подбассейн реки — Вычегда. Речной бассейн реки — Северная Двина.
Код объекта в государственном водном реестре — 03020200112103000019522.